# Máté Zalka
Máté Zalka, ps. Paul Lukacs, General Lukács (ur. 23 kwietnia 1896 w Tunyogmatolcs na Węgrzech, zm. 11 czerwca 1937 w Huesce) – węgierski pisarz i rewolucjonista, walczył w I wojnie światowej oraz w hiszpańskiej wojnie domowej po stronie republikańskiej. Odznaczony pośmiertnie Orderem Czerwonego Sztandaru i Orderem Wyzwolenia Republiki Hiszpanii.

## Życiorys
Urodził się w 1896 w Tunyogmatolcs, na Węgrzech, gdzie ukończył gimnazjum w Mateszalka Polgári w Iskola, które zostało później przemianowane na jego cześć. 

### I wojna światowa i wojna domowa w Rosji
W chwili wybuchu I wojny światowej został zmobilizowany przez armię austro-węgierską.  Służył w węgierskiej kawalerii w randze młodszego oficera. Walczył we Włoszech i na froncie wschodnim, gdzie w czerwcu 1916 roku został ranny i pojmany przez wojska rosyjskie w Łucku (został wysłany do obozu). Jesienią 1919 uciekł z obozu jenieckiego w rosyjskim Krasnojarsku i utworzył oddział partyzancki. Nieco później dołączył do Armii Czerwonej, z którą na początku 1920 walczył na różnych frontach rosyjskiej wojny domowej. W tym samym roku brał udział w wyzwoleniu Krasnojarska i stał się członkiem Rosyjskiej Partii Komunistycznej (bolszewików). W 1920 jego oddział walczył w czasie wojny polsko-sowieckiej. Brał też udział w bitwie pod Kijowem.

### Pobyt w ZSRR i w Hiszpanii
Po utworzeniu Związku Radzieckiego (w 1922) pozostał w Moskwie, gdzie rozpoczął działalność literacką. W latach 1925 i 1928 był dyrektorem Teatru Rewolucji w Moskwie. Jego pierwsze opowiadanie zostało opublikowane w 1924, a pierwszy tom został wydany w języku rosyjskim w Moskwie. Tematami jego prac były głównie wydarzenia z I wojny światowej, sprawy wojskowe oraz wydarzenia podczas rosyjskiej wojny domowej.
Po wybuchu wojny domowej w Hiszpanii w listopadzie 1936 roku został współorganizatorem Brygad Międzynarodowych. Został bezpośrednio mianowany naczelnym dowódcą Brygady im. Giuseppe Garibaldiego. Brał udział w obronie stolicy. Ze względu na sukcesy wkrótce stał się znany jako General Lukács. Wczesnym latem 1937 został wysłany na front Aragonii do udziału w planowanej ofensywie w okolicach Hueski (miasto było całkowicie oblężone od początku wojny). 11 czerwca, podczas dokonywania inspekcji w jego osobistym pojeździe, został zabity pociskiem artyleryjskim. W dowodzeniu zastąpił go gen. dywizji Emilio Kléber.

## Upamiętnienie
W 1961 roku  z okazji 65-tej rocznicy urodzin Máté Zalka Poczta Węgierska wydała znaczek pocztowy z jego podobizną.